# Jan Jaromír Hanel
Jan Jaromír Hanel nebo též příjmením Haněl (9. dubna 1847 Třebíč – 20. října 1910 Znojmo) byl český právník, profesor Právnické fakulty Univerzity Karlovy, právní historik.

## Biografie
Jan Haněl se narodil v roce 1847 v Třebíči, jeho otcem byl MUDr. Jan Miloslav Haněl. Právního vzdělání Jan Miloslav Hanel nabyl v Praze, učil ho Antonín Randa. Roku 1874 se habilitoval za soukromého docenta rakouských právních dějin. Věnoval se primárně dějinám soukromého práva a srovnávacím pracím v pohledu slovanského práva.
Tentýž rok ale odešel působit do Záhřebu, kde byl jmenován řádným profesorem všeobecných právních dějin. Tam se věnoval historii chorvatského práva a rozborům a kritice historických pramenů. V roce 1878 se stal děkanem fakulty právnické na univerzitě v Záhřebu a byl zvolen za člena Jihoslovanské akademie věd a umění. Po zpracování dějin rakouského práva v německém i českém časopise byl povolán zpět do Prahy, na tehdy ještě spojenou univerzitu. V březnu roku 1881 byl jmenován řádným profesorem rakouských státních a právních dějin. Po rozdělení univerzity se stal profesorem německého práva a rakouských státních a právních dějin na české části Karlo-Ferdinandovy univerzity. Od roku 1887 se věnoval přípravě Říšských a právních dějin německých.
V letech 1887 a 1895 byl zvolen jako děkan fakulty právnické Karlovy univerzity a v roce 1897 byl zvolen rektorem. Stal se dvorním radou a následně také roku 1908 získal komthurský kříž řádu Františka Josefa. Na podzim roku 1909 odešel na odpočinek do Znojma, kde následně v roce 1910 zemřel.
Jan Miloslav Hanel se počal psát Hanel poté, co jeho kolega prof. JUDr. Miloslav Stieber zjistil, že Hanělův otec Jan Miloslav se sice psal Haněl, „ale pravé jméno prý bylo Hanel“. Přítel JUDr. Otakara Horáka, otce etnografa prof. Jiřího Horáka.[zdroj?]

## Dílo
Své stati Hanel publikoval hojně v časopise Právník. Z knižně vydaných lze uvést: O vlivu práva německého v Čechách a na Moravě (1874) a Všeobecné právo i státověda (1909). Věnoval se také dějinám slovanského, německého, chorvatského a rakouského práva. Věnoval se také postavení šlechty v českém nebo německém právu.